# Alocerus siculus
Alocerus siculus là một loài bọ cánh cứng trong họ Cerambycidae.